# Rue de la Lune
Rue de la Lune är en gata i Quartier de Bonne-Nouvelle i Paris andra arrondissement. Gatan är uppkallad efter motivet på en tidigare butiksskylt. Rue de la Lune börjar vid 5 bis, Boulevard de Bonne-Nouvelle och slutar vid 36, Rue Poissonnière.

## Omgivningar
- Notre-Dame de Bonne-Nouvelle
- Impasse Bonne-Nouvelle
- Boulevard de Bonne-Nouvelle
- Boulevard Poissonnière
- Saint-Eugène-Sainte-Cécile
- Conservatoire national supérieur de musique et de danse de Paris
- Square Jacques-Bidault
- Square Yilmaz-Güney

## Bilder
| - Notre-Dame-de-Bonne-Nouvelle. - Saint-Eugène-Sainte-Cécile. - Impasse Bonne-Nouvelle. - Square Jacques-Bidault. |

## Kommunikationer
- Tunnelbana – linje   – Bonne-Nouvelle
- Busshållplats Poissonnière – Bonne Nouvelle – Paris bussnät, linje 32

## I litteraturen
Lucien de Rubempré, huvudperson i Honoré de Balzacs Förlorade illusioner, är bosatt vid Rue de la Lune.

### Webbkällor
- ”Rue de la Lune”. Mairie de Paris. https://web.archive.org/web/20190905051919/http://www.v2asp.paris.fr/commun/v2asp/v2/nomenclature_voies/Voieactu/5782.nom.htm. Läst 29 januari 2022.
- ”Rue de la Lune”. Les rues de Paris. https://web.archive.org/web/20200111025747/http://www.parisrues.com/rues02/paris-02-rue-de-la-lune.html. Läst 29 januari 2022.